# Squatina punctata
Squatina punctata är en hajart som beskrevs av Marini 1936. Squatina punctata ingår i släktet Squatina och familjen havsänglar. IUCN kategoriserar arten globalt som starkt hotad. Inga underarter finns listade i Catalogue of Life.